# Альфонсо де Арагон и Вейя
Альфонсо де Арагон и Вейя «Старший» (ок. 1332 год — 5 марта 1412 года) иначе Альфонсо IV, граф Рибагорсы или Альфонсо I Гандийский Старший. Альфонсо был старшим сыном Педро, графа Ампурьяса и Рибагорсы и Хуаны де Фуа (дочери Гастона I). Он был внуком Хайме II и двоюродным братом Педро IV Церемонного.
Граф Дении с 1355 года, граф Рибагорса с 1358 года, сеньор и маркиз Вильены с 1366 года, герцог Гандийский с 1399 года и первый коннетабль Кастилии. Он являлся одним из кандидатов на корону Арагона во время междуцарствия. Претендуя её на основании старшинства по мужской линии и близости крови к предыдущим королям Арагона. После того как он умер в марте 1412 года наследство на это его право оспаривали брат и сын.

## Биография
После того как его отец отошёл от дел и ушёл в монастырь, Альфонсо получил ряд владений: графство Дения (с 1355 года), граф Рибагорса (с 1358 года; но сами титулы получил после смерти отца в 1381 году).
Во время гражданской войны в Кастилии (в которую в виде войны двух Педро был вовлечён и Арагон) Альфонс сражался против Педро Жестокого.
Альфонс в 1367 году участвовал в битве при Нахере, где и попал в плен английским войскам, поддерживавшим Педро I Жестокого.
Констебль Аквитании Джон Чандос в качестве выкупа потребовал сто пятьдесят тысяч кастильских двойных мараведи. В качестве заложников Альфонсо оставил в двух своих сыновей Педро и Альфонса Младшего.
За свою помощь Альфонс получил от Энрике Трастамары сеньорию Вильену (принадлежащую до этого тестю Энрике II — Хуану Мануэлю). В 1366 году она была превращена в маркизат Вильена. Эти пожалования были подтверждены в 1369 году при вступлении на кастильский престол Энрике II.
Эти события привели к проведению двух переписей в Рибагорсе, заказанных графом. Их результаты хранились в Дении, поэтому они стали частью архива Королевства Валенсия.
В 1381 году после смерти своего отца он стал сеньором Дении.
В 1382—1391 году Альфонс был первым коннетаблем Кастилии.
В 1399 году Альфонс стал герцогом Гандийским.
Ещё при жизни короля Мартина Старшего он предъявил права на возможное наследование короны. Это было вызвано тем, что 25 июля 1409 года умер король Сицилии Мартин Младший, единственный сын короля Арагона Мартина I Старшего. В мае 1410 года умер и Мартин Старший. Альфонс оказался одним из шести кандидатов на трон.
2 сентября 1410 года он выступил перед каталонцами со своим обращением. В результате междуцарствия было принято решение передать это дело судьям собравшимся на совещание в Каспе.
Но 5 марта 1412 года Альфонс умер в Гандии, не дождавшись начала процесса. За право выступать наследниками в претензиях Альфонса на корону Арагона выступили его брат Хуан и сын Альфонс Младший. Но ни тот ни другой не победили.

## Хобби
Альфонсо проявлял интерес и любовь к музыке и культуре. Ему приписывают авторство «Lletra de bastig i bous nodriments».

## Семья
В 1355 году женился на Виоланте дочери Гонсало Диас барона де Аренос и Марии Комел.
У них было семь детей:
- Хуан (умер младенцем)
- Хайме, барон Аренос
- Альфонсо де Арагон и Хименес «Младший»[исп.] или Альфонсо V де Рибагорса (после 1358 — 29 ноября 1425), герцог Гандии и граф Рибагорсы и Дении
- Бланка (умерла ребенком)
- Педро (ок. 1362 — 15 августа 1385), маркиз Вильены. Муж (с 1378) Хуаны, внебрачной дочери короля кастильского Энрике II Трастамары, отец писателя Энрике де Вильена.
- Хуана, жена (ок. 1392) Хуана Рамона (1375—1442) графа Кардона
- Леонора (Виоланта), жена (ок. 1393) Хайме де Прадес (ок. 1375 — 1408)